# Wizo
Wizo és un grup alemany de música punk rock originari de la ciutat de Sindelfingen, format l'any 1985. Les seves lletres tracten des de la política fins a l'humor i el grup es defineix políticament d'esquerres «contra els nazis, racistes, masclistes i altres capquadrats!». El grup es va separar el 2005 i va tornar el 2009.

## Trajectòria
El primer gran èxit de Wizo fou una versió d'«All that she wants» d'Ace of Base el 1993, aconseguint que el videoclip aparegués a la MTV. Nogensmenys, el grup va ser demandat per no tenir els drets de la cançó i una sentència judicial va obligar-lo a cedir-ne els drets a Ace of Base.
El 1995, Wizo va publicar l'àlbum titulat Herrénhandtasche, a la vegada que un jutjat feia retirar de les botigues Für'n Arsch, prohibint-lo per «incitació al terrorisme» (en concret al terrorisme de la Fracció de l'Exèrcit Roig). No obstant això, aquest contratemps no va impedir que la banda realitzés una gira a l'estiu per l'Amèrica del Nord actuant al Vans Warped Tour. La tardor del mateix any, Wizo actuava com a teloner de la coneguda banda punk alemanya Die Ärzte.
L'última polèmica d'aquell intens 1995 va ser la denúncia per part de l'arquebisbat de Ratisbona de l'ús d'un porc penjat a la creu en una de les caràtules del grup. L'arquebisbat va guanyar la batalla judicial i en les posteriors edicions del disc la imatge del porc a la creu va desaparèixer obeint a la sentència de 1999 del jutjat, el qual va considerar delicte insultar d'aquesta manera les creences religioses.

## Discografia
- Für'n Arsch (1991)
- Bleib Tapfer (1992)
- All That She Wants EP (1993)
- Uuaarrgh! (1994)
- Mindhalálig Punk (compartit amb Aurora, 1994)
- Herrénhandtasche (1995)
- Weihnachten stinkt! (EP compartit amb Hi-Standard, 1997)
- Kraut & Rüben EP (1998)
- Stick EP (2004)
- Anderster (2004)
- Punk gibt's nicht umsonst! (Teil III) (2014)
- Der (2016)